# Линколн Вилиџ (Охајо)
Линколн Вилиџ (енгл. Lincoln Village) насељено је место без административног статуса у америчкој савезној држави Охајо.

## Демографија
По попису из 2010. године број становника је 9.032, што је 450 (-4,7%) становника мање него 2000. године.
| Група             | 2000.         | 2010.         |
| Белци             | 8.460 (89,2%) | 7.159 (79,3%) |
| Афроамериканци    | 355 (3,7%)    | 570 (6,3%)    |
| Азијати           | 54 (0,6%)     | 81 (0,9%)     |
| Хиспаноамериканци | 474 (5,0%)    | 962 (10,7%)   |
| Укупно            | 9.482         | 9.032         |